# Beenox
Beenox est un studio de développement québécois de jeux vidéo fondé en 2000 et basé à Québec qui devient une filiale d'Activision en 2005.

## Historique
Entre 2003 et 2006, le développeur était essentiellement une maison de portage. Il a réalisé une trentaine de projets pour les systèmes d'exploitation Microsoft Windows et Macintosh, basés sur des franchises populaires telles que X-Men, Spider-Man et Shrek.
En 2006, ils sont revenus au développement de jeux originaux avec les versions pour consoles de Bee Movie Game[3], inspiré du long métrage de DreamWorks Animation. Dans le cadre du blitz médiatique E3 2007 d'Activision, il a été annoncé que Beenox était le développeur de la version Windows du jeu Spider-Man d'Activision, Spider-Man : Friend or Foe, qui est sorti en octobre 2007[4]. Ils ont publié les versions Xbox 360, PlayStation 2, PlayStation 3, Wii et Windows de Monstres contre Aliens et les versions console de Guitar Hero Smash Hits. Beenox a ensuite développé les jeux Spider-Man : Shattered Dimensions,[5] Spider-Man : Edge of Time,[6] The Amazing Spider-Man,[7] et The Amazing Spider-Man 2[8].
Après le départ du fondateur Dominique Brown en décembre 2012[9], le studio s'est détourné du développement de jeux originaux pour effectuer un certain nombre de tâches de soutien sur les supermarques d'Activision, Skylanders et Call of Duty. En 2015, Beenox a travaillé en collaboration avec Mercenary Technology pour porter Call of Duty : Black Ops III sur PlayStation 3 et Xbox 360[10].
En mars 2022, Beenox annonce l'ouverture d'un second bureau à Montréal, au Québec, dirigé par Nour Polloni, augmentant ainsi son effectif de 20 %[11].

## Jeux développés
| Année | Jeu                                                | Plateforme(s)                                                                               | Notes |
| ----- | -------------------------------------------------- | ------------------------------------------------------------------------------------------- | --- |
| 2001  | Pillars of Garendall                               | Microsoft Windows, Mac OS X                                                                 | — |
| 2007  | Bee Movie Game                                     | Microsoft Windows, PlayStation 2, Xbox 360                                                  | — |
| 2009  | Monsters vs. Aliens                                | Microsoft Windows, PlayStation 2, PlayStation 3, Wii, Xbox 360                              | — |
| 2009  | Guitar Hero Smash Hits                             | PlayStation 2, PlayStation 3, Wii, Xbox 360                                                 | — |
| 2010  | Spider-Man: Shattered Dimensions                   | Microsoft Windows, PlayStation 3, Wii, Xbox 360                                             | — |
| 2011  | Spider-Man: Edge of Time                           | Nintendo 3DS, PlayStation 3, Wii, Xbox 360                                                  | — |
| 2012  | The Amazing Spider-Man                             | Microsoft Windows, Nintendo 3DS, PlayStation 3, PlayStation Vita, Wii, Wii U, Xbox 360      | — |
| 2013  | Skylanders: Swap Force                             | PlayStation 3, PlayStation 4, Wii, Wii U, Xbox 360, Xbox One                                | Co-développé avec Vicarious Visions                                                                             |
| 2014  | The Amazing Spider-Man 2                           | Microsoft Windows, PlayStation 3, PlayStation 4, Wii U, Xbox 360, Xbox One                  | — |
| 2014  | Skylanders: Trap Team                              | Nintendo 3DS, PlayStation 3, PlayStation 4, Wii, Wii U, Xbox 360, Xbox One                  | Co-développé avec Toys for Bob                                                                                  |
| 2015  | Skylanders: SuperChargers                          | iOS, PlayStation 3, PlayStation 4, Wii U, Xbox 360, Xbox One                                | Co-développé avec Vicarious Visions                                                                             |
| 2015  | Skylanders: SuperChargers Racing                   | Nintendo 3DS, Wii                                                                           | — |
| 2015  | Call of Duty: Black Ops III                        | PlayStation 3, Xbox 360                                                                     | Co-développé avec Mercenary Technology                                                                          |
| 2016  | Call of Duty: Modern Warfare Remastered            | Microsoft Windows, PlayStation 4, Xbox One                                                  | Travail additionnel                                                                                             |
| 2018  | Call of Duty: Black Ops 4                          | Microsoft Windows, PlayStation 4, Xbox One                                                  | Travail additionnel                                                                                             |
| 2019  | Crash Team Racing Nitro-Fueled                     | Nintendo Switch, PlayStation 4, Xbox One                                                    | — |
| 2019  | Call of Duty: Modern Warfare                       | Microsoft Windows, PlayStation 4, Xbox One                                                  | Travail additionnel                                                                                             |
| 2020  | Call of Duty: Warzone                              | Microsoft Windows, PlayStation 4, Xbox One                                                  | Travail additionnel                                                                                             |
| 2020  | Call of Duty: Modern Warfare 2 Campaign Remastered | Microsoft Windows, PlayStation 4, Xbox One                                                  | — |
| 2020  | Tony Hawk's Pro Skater 1 + 2                       | Microsoft Windows, Nintendo Switch, PlayStation 4, PlayStation 5, Xbox One, Xbox Series X/S | Travail additionnel                                                                                             |
| 2020  | Crash Bandicoot 4: It's About Time                 | Microsoft Windows, Nintendo Switch, PlayStation 4, PlayStation 5, Xbox One, Xbox Series X/S | Travail additionnel                                                                                             |
| 2020  | Call of Duty: Black Ops Cold War                   | Microsoft Windows, PlayStation 4, PlayStation 5, Xbox One, Xbox Series X/S                  | Travail additionnel                                                                                             |
| 2021  | Call of Duty: Vanguard                             | Microsoft Windows, PlayStation 4, PlayStation 5, Xbox One, Xbox Series X/S                  | Travail additionnel                                                                                             |
| 2022  | Call of Duty: Modern Warfare II                    | Microsoft Windows, PlayStation 4, PlayStation 5, Xbox One, Xbox Series X/S                  | Travail additionnel                                                                                             |
| 2022  | Call of Duty: Warzone 2.0                          | Microsoft Windows, PlayStation 4, PlayStation 5, Xbox One, Xbox Series X/S                  | Travail additionnel                                                                                             |
| 2023  | Call of Duty: Modern Warfare III                   | Microsoft Windows, PlayStation 4, PlayStation 5, Xbox One, Xbox Series X/S                  | Travail additionnel                                                                                             |
| 2024  | Call of Duty: Warzone Mobile                       | iOS, Android                                                                                | Co-développé avec Digital Legends Entertainment, Activision Shanghai Studio, Demonware, and Solid State Studios |
| 2024  | Call of Duty: Black Ops 6                          | Microsoft Windows, PlayStation 4, PlayStation 5, Xbox One, Xbox Series X/S                  | Travail additionnel                                                                                             |

### Ports
| Année | Jeu                                           | Platforme(s)                |
| ----- | --------------------------------------------- | --------------------------- |
| 2003  | Tony Hawk's Pro Skater 3                      | Mac OS X                    |
| 2003  | Tony Hawk's Pro Skater 4                      | Microsoft Windows, Mac OS X |
| 2003  | Kelly Slater's Pro Surfer                     | Microsoft Windows, Mac OS X |
| 2003  | Wakeboarding Unleashed Featuring Shaun Murray | Microsoft Windows, Mac OS X |
| 2003  | Tomb Raider: The Angel of Darkness            | Mac OS X                    |
| 2004  | The Lord of the Rings: The Return of the King | Mac OS X                    |
| 2004  | Homeworld 2                                   | Mac OS X                    |
| 2004  | Railroad Tycoon 3                             | Mac OS X                    |
| 2004  | Tony Hawk's Underground 2                     | Microsoft Windows           |
| 2004  | Pitfall: The Lost Expedition                  | Microsoft Windows           |
| 2004  | The Incredibles                               | Microsoft Windows, Mac OS X |
| 2004  | Shrek 2: Team Action                          | Microsoft Windows           |
| 2004  | MTX Mototrax                                  | Microsoft Windows, Mac OS X |
| 2005  | Tony Hawk's Underground                       | Microsoft Windows           |
| 2005  | Madagascar                                    | Microsoft Windows           |
| 2005  | Fantastic Four                                | Microsoft Windows           |
| 2005  | Star Wars: Battlefront                        | Mac OS X                    |
| 2005  | X-Men Legends II: Rise of Apocalypse          | Microsoft Windows           |
| 2005  | Ultimate Spider-Man                           | Microsoft Windows           |
| 2005  | Myst V: End of Ages                           | Mac OS X                    |
| 2005  | Evil Dead: Regeneration                       | Microsoft Windows           |
| 2005  | The Incredibles: Rise of the Underminer       | Microsoft Windows, Mac OS X |
| 2005  | Gun                                           | Microsoft Windows           |
| 2005  | MX vs. ATV Unleashed                          | Microsoft Windows           |
| 2006  | Over the Hedge                                | Microsoft Windows           |
| 2006  | X-Men: The Official Game                      | Microsoft Windows           |
| 2006  | Cars                                          | Microsoft Windows, Mac OS X |
| 2006  | Marvel: Ultimate Alliance                     | Microsoft Windows           |
| 2007  | Spider-Man 3                                  | Microsoft Windows           |
| 2007  | Spider-Man: Friend or Foe                     | Microsoft Windows           |
| 2008  | Kung Fu Panda                                 | Microsoft Windows, Mac OS X |
| 2008  | 007: Quantum of Solace                        | Microsoft Windows, Wii      |
| 2009  | Transformers: Revenge of the Fallen           | Microsoft Windows           |